# Stazione di Nuchis
Stazione di Nuchis vasútállomás Olaszországban, Szardínia régióban, Calangianus településen.

## Vasútvonalak
Az állomást az alábbi vasútvonalak érintik:
- Sassari-Tempio-Palau-vasútvonal
- Monti-Tempio-vasútvonal

## Kapcsolódó állomások
A vasútállomáshoz az alábbi állomások vannak a legközelebb: 
- Stazione di Luras
- Tempio old railway station